# Heraclia poggei
Heraclia poggei là một loài bướm đêm thuộc họ Noctuidae. Nó được tìm thấy ở miền tây Châu Phi, Guinea và Cameroon.

## Hình ảnh

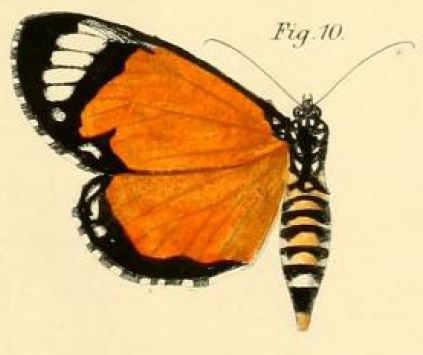